# Gunung Maras
Gunung Maras är ett berg i Indonesien. Det ligger i den västra delen av landet, 500 km norr om huvudstaden Jakarta. Toppen på Gunung Maras är 25 meter över havet. Gunung Maras ligger på ön Pulau Bangka.
Terrängen runt Gunung Maras är platt åt sydväst, men åt nordost är den kuperad. Runt Gunung Maras är det ganska tätbefolkat, med 67 invånare per kvadratkilometer. I omgivningarna runt Gunung Maras växer i huvudsak städsegrön lövskog.